# Fotbalový pohár Bosny a Hercegoviny
Fotbalový pohár Bosny a Hercegoviny (bosensky Kup Bosne i Hercegovine u nogometu) je pohárová vyřazovací soutěž v bosenském fotbalu, kterou každoročně organizuje Fotbalový svaz Bosny a Hercegoviny.
Před rokem 1998 (a ještě v roce 1999) se hrály tři různé regionální pohárové soutěže (etnicky oddělené).
V roce 1998 měla země poprvé jednoho pohárového vítěze (FK Sarajevo), jenž vzešel ze „super finále“ mezi FK Sarajevo a HNK Orašje (vítězové dvou odlišných pohárů). I v sezóně 1998/99 se hrály tři různé regionální pohárové soutěže (nebyl celkový vítěz), v sezóně 1999/00 vzešel vítěz (FK Željezničar Sarajevo) ze závěrečné skupiny o třech účastnících.
Od následující sezóny 2000/01 je pohárová soutěž organizována v klasickém jednotném formátu, účastní se jí kluby z celé země.
Úřadujícím mistrem je tým HŠK Zrinjski Mostar, vítěz ze sezóny 2023/24. Ročník 2019/20 se nedohrál kvůli pandemii covidu-19.

## Přehled finálových zápasů
Zdroj:
| Sezona  | Vítěz                                                  | Výsledek                                               | Finalista                                              |
| 1997/98 | FK Sarajevo                                            | 0:0, 1:0                                               | HNK Orašje                                             |
| 1998/99 | Hrály se 3 regionální poháry                           | Hrály se 3 regionální poháry                           | Hrály se 3 regionální poháry                           |
| 1999/00 | Skupina o 3 účastnících, vítěz FK Željezničar Sarajevo | Skupina o 3 účastnících, vítěz FK Željezničar Sarajevo | Skupina o 3 účastnících, vítěz FK Željezničar Sarajevo |
| 2000/01 | FK Željezničar Sarajevo                                | 3:2                                                    | FK Sarajevo                                            |
| 2001/02 | FK Sarajevo                                            | 2:1                                                    | FK Željezničar Sarajevo                                |
| 2002/03 | FK Željezničar Sarajevo                                | 0:0, 2:0                                               | FK Leotar Trebinje                                     |
| 2003/04 | FK Modriča                                             | 1:1 (4:2 pen.)                                         | FK Borac Banja Luka                                    |
| 2004/05 | FK Sarajevo                                            | 1:0, 1:1                                               | NK Široki Brijeg                                       |
| 2005/06 | HNK Orašje                                             | 0:0, 3:0                                               | NK Široki Brijeg                                       |
| 2006/07 | NK Široki Brijeg                                       | 1:1, 1:0                                               | FK Slavija Sarajevo                                    |
| 2007/08 | HŠK Zrinjski Mostar                                    | 1:2, 2:1 (4:1 pen.)                                    | FK Sloboda Tuzla                                       |
| 2008/09 | FK Slavija Sarajevo                                    | 0:2, 2:0 (4:3 pen.)                                    | FK Sloboda Tuzla                                       |
| 2009/10 | FK Borac Banja Luka                                    | 1:1, 2:2 (VG)                                          | FK Željezničar Sarajevo                                |
| 2010/11 | FK Željezničar Sarajevo                                | 1:0, 3:0                                               | NK Čelik Zenica                                        |
| 2011/12 | FK Željezničar Sarajevo                                | 1:0, 0:0                                               | NK Široki Brijeg                                       |
| 2012/13 | NK Široki Brijeg                                       | 1:1, 1:1 (5:4 pen.)                                    | FK Željezničar Sarajevo                                |
| 2013/14 | FK Sarajevo                                            | 2:0, 3:1                                               | NK Čelik Zenica                                        |
| 2014/15 | FK Olimpik Sarajevo                                    | 1:1, 1:1 (5:4 pen.)                                    | NK Široki Brijeg                                       |
| 2015/16 | FK Radnik Bijeljina                                    | 1:1, 3:0                                               | FK Sloboda Tuzla                                       |
| 2016/17 | NK Široki Brijeg                                       | 1:0, 0:1 (4:2 pen.)                                    | FK Sarajevo                                            |
| 2017/18 | FK Željezničar Sarajevo                                | 2:0, 4:0                                               | FK Krupa                                               |
| 2018/19 | FK Sarajevo                                            | 1:0, 3:1                                               | NK Široki Brijeg                                       |
| 2019/20 | Nedohráno kvůli pandemii covidu-19                     | Nedohráno kvůli pandemii covidu-19                     | Nedohráno kvůli pandemii covidu-19                     |
| 2020/21 | FK Sarajevo                                            | 1:0 (4:1 pen.)                                         | FK Borac Banja Luka                                    |
| 2021/22 | FK Velež Mostar                                        | 4:0, 1:0                                               | FK Tuzla City                                          |
| 2022/23 | HŠK Zrinjski Mostar                                    | 1:0                                                    | FK Velež Mostar                                        |
| 2023/24 | HŠK Zrinjski Mostar                                    | 1:0, 1:0                                               | FK Borac Banja Luka                                    |

Pozn.:
- VG - pravidlo venkovních gólů
- pen. - penaltový rozstřel